# C'est pour toi (singolo)
C'est pour toi è il primo singolo promozionale dell'album omonimo della cantante canadese Céline Dion. Il singolo fu pubblicato nel settembre 1985 in Canada.

## Successo commerciale, pubblicazioni e promozione
Il 21 settembre 1985 la canzone entrò nella Quebec Singles Chart, raggiungendo la posizione numero 3; in classifica il brano rimase venti settimane in totale. C'est pour toi fu pubblicato con un'altra traccia dell'album chiamata Pour vous e inserita sul lato B del disco. Per il singolo fu realizzato anche un videoclip musicale tratto dallo speciale televisivo del 1985, C'est pour toi. La canzone fu pubblicata in seguito anche nelle varie raccolte della stessa Dion: Les chansons en or (1986) e The Best Of (1988).

## Formati e tracce
LP Singolo 7'' (Canada) (TBS 5560)
1. C'est pour toi – 3:56 (testo: Eddy Marnay – musica: François Orenn)
2. Pour vous – 3:12 (testo: Marnay – musica: Peter Sipos)

## Classifiche
| Classifica (1985) | Posizione massima raggiunta |
| ----------------- | --------------------------- |
| Québec (ADISQ)    | 3                           |

## Crediti e personale
Personale
- Direttore d'orchestra - Guy Mattéoni
- Musica di - François Orenn
- Produttore - Eddy Marnay, Rudi Pascal
- Testi di - Eddy Marnay